# Aeroporto di Pantelleria
Luchthaven Pantelleria (Italiaans: Aeroporto di Pantelleria) (IATA: PNL, ICAO: LICG) is een luchthaven op het Italiaanse eiland Pantelleria.